# 吉田清一
吉田 清一（よしだ せいいち、1849年2月17日（嘉永2年1月25日） - 1917年（大正6年）9月2日）は、大日本帝国陸軍軍人。最終階級は陸軍中将。功四級、功三級。

## 経歴
士族・吉田清武の長男としてのちの鹿児島県に生まれ、1880年（明治13年）家督を相続する。1871年（明治4年）7月、陸軍歩兵中尉に任じ、1878年（明治11年）陸軍戸山学校に入学する。日清戦争では歩兵第24連隊長として出征し、長谷川混成旅団の主力として第1師団と協同し金州、旅順を攻略した。1897年（明治30年）9月、台湾守備歩兵第1連隊長に補され、翌月大佐に進む。歩兵第46連隊長、近衛歩兵第3連隊長を経て、1901年（明治34年）11月、陸軍少将に進級と同時に歩兵第13旅団長に補され、日露戦争では旅順攻囲戦から参戦した。1907年（明治40年）1月、陸軍中将に進級と同時に後備役編入となった。

## 栄典
- 1902年（明治35年）2月20日 - 正五位[4]